# Mike Baillie
Michael G. L. Baillie (geb. 1944 in Belfast, gest. 13. November 2023) war ein britischer Dendrochronologe und Hochschullehrer an der Queen’s University Belfast (Nordirland) am Institut für Paläoökologie. Er war ein international führender Experte für Dendrochronologie und war in den 1970er und 1980er Jahren maßgeblich mitbeteiligt an der Erstellung der irischen Eichenchronologie.

## Dendrochronologie und Dendroökologie
Um die Jahre 2354, 1628, 1159, 208 v. Chr. sowie 540 n. Chr. zeigten sich bei vielen Bäumen das Wachstum bzw. die Jahrringe über größere Regionen, teilweise sogar weltweit, gestört. Speziell für die Jahre 535 bis 544 n. Chr. berichteten auch nah- und fernöstliche Quellen über atmosphärische Störungen und, so Michael der Syrer, dass die Sonne 18 Monate nur schwach geschienen hätte. In diese Zeit fällt auch die Justinianische Plage. Die Dendrochronologie konnte somit ansonsten schwer deutbare Überlieferungen dahingehend erklären, dass damals eine globale atmosphärische Trübung stattgefunden habe, die zu Hungersnöten und Seuchen führte (Klimaanomalie 536–550). Auch in den irischen Mythologien und Chronologien fanden sich Spuren dieses Ereignisses, wie Baillie speziell in seinen Büchern Exodus to Arthur und The Celtic Gods erörtert.
Als Ursache dieser Klimakatastrophe galt zunächst ein Vulkanausbruch mit einem VEI von 7 bis 8. Im Jahre 1990 erschien jedoch ein Buch, das, aus astronomischer Sicht, zu dem Schluss gekommen war, dass speziell im 5. und 6. Jahrhundert die Erde einen Bombardement von Kometen ausgesetzt gewesen sein könnte. Baillie favorisierte aus diesem Grund längere Zeit diese „Kometen-Hypothese“. Jedoch zeigten dann Untersuchungen von grönländischen Eisbohrkernen, dass das Ereignis des Jahres 540 (Year-540-Event) ziemlich eindeutig auf einen Vulkanausbruch zurückgeführt werden müsse. Unter Auswertung besonders von Eisbohrkernen und mittelalterlichen irischen Chronologien, konnten Baillie und seine Co-Autoren 2013 zeigen, dass für die Jahre 431 bis 1649 n. Chr. strenge Winter mit Vulkanausbrüchen einhergingen.
Baillie war Mitglied der Holocene Impact Working Group.

## Buchveröffentlichungen
- Tree-Ring Dating and Archaeology, London 1982 (Croom-Helm).
- A Slice through Time: dendrochronology and precision dating, London 1995 (Routledge).
- Exodus to Arthur: catastrophic encounters with comets, London 1999 (Batsford).
- mit P. McCafferty: The Celtic Gods: comets in Irish mythology, London 2005 (Tempus).
- New Light on the Black Death: the cosmic connection, London 2006 (Tempus).